# البرلمان الاتحادي في الصومال
البرلمان الاتحادي في الصومال هو البرلمان الوطني في الصومال. شكل في أغسطس 2012، قائم في العاصمة مقديشو . وهو يتكون من مجلسين : من مجلس الشيوخ ومجلس النواب (مجلس الشعب). افتتح البرلمان الصومالي العاشر في 27 ديسمبر 2016.

## قائمة البرلمانات في تاريخ الصومال
- البرلمان الصومالي الأول (1956-1959) - حزب الأغلبية: رابطة الشباب الصومالية
- البرلمان الصومالي الثاني (1959-1964) - حزب الأغلبية: رابطة الشباب الصومالية
- البرلمان الصومالي الثالث (1964-1969) - حزب الأغلبية: رابطة الشباب الصومالية
- البرلمان الصومالي الرابع (1969-1970) - حزب الأغلبية: المجلس الثوري الأعلى
- البرلمان الصومالي الخامس (1980-1986) - حزب الأغلبية: المجلس الثوري الأعلى
- البرلمان الصومالي السادس (1986-1991) - حزب الأغلبية: المجلس الثوري الأعلى
- البرلمان الصومالي السابع (2000-2003) - حزب الأغلبية: مستقل
- البرلمان الصومالي الثامن (2004-2012) - حزب الأغلبية: مستقل
- البرلمان الصومالي التاسع (2012-2016) - حزب الأغلبية: مستقل
- البرلمان الصومالي العاشر (2016-2020) - حزب الأغلبية: مستقل

## وصلات خارجية
- الموقع الرسمي للبرلمان الصومالي على شبكة النت : www.parliament.gov.so